# Djursholms ridskola
Djursholms ridskola är en ridskola i Djursholm och säte för föreningen Djursholms ridklubb. Ridklubben grundades 1925 och har sedan dess bedrivit verksamhet på Gärdestorp i kärnan av Djursholm. År 2023 räknas verksamheten som en av Sveriges största föreningar och en av Nordens största fritidsgårdar. 
Ridskolan har 2021 vunnit priset Årets ridskola och har dessutom fått en kvalitetsmärkning av Svenska Ridsportförbundet. På ridskolan har ett flertal professionella ryttare så som Jana Wannius, Annika Källse och Ulla Håkansson startat sina karriärer. Ridskoleverksamhet bedrivs ledd av ridskolechef Eva Ulf samt tävlings- och ungdomsverksamhet driven av Djursholms Ridklubb i samarbete med ridskolan. På anläggningen har det genom åren genomförts ett flertal stora evenemang som Elitdressyren och Patrik Kittel Dressage Tour.

## Historia

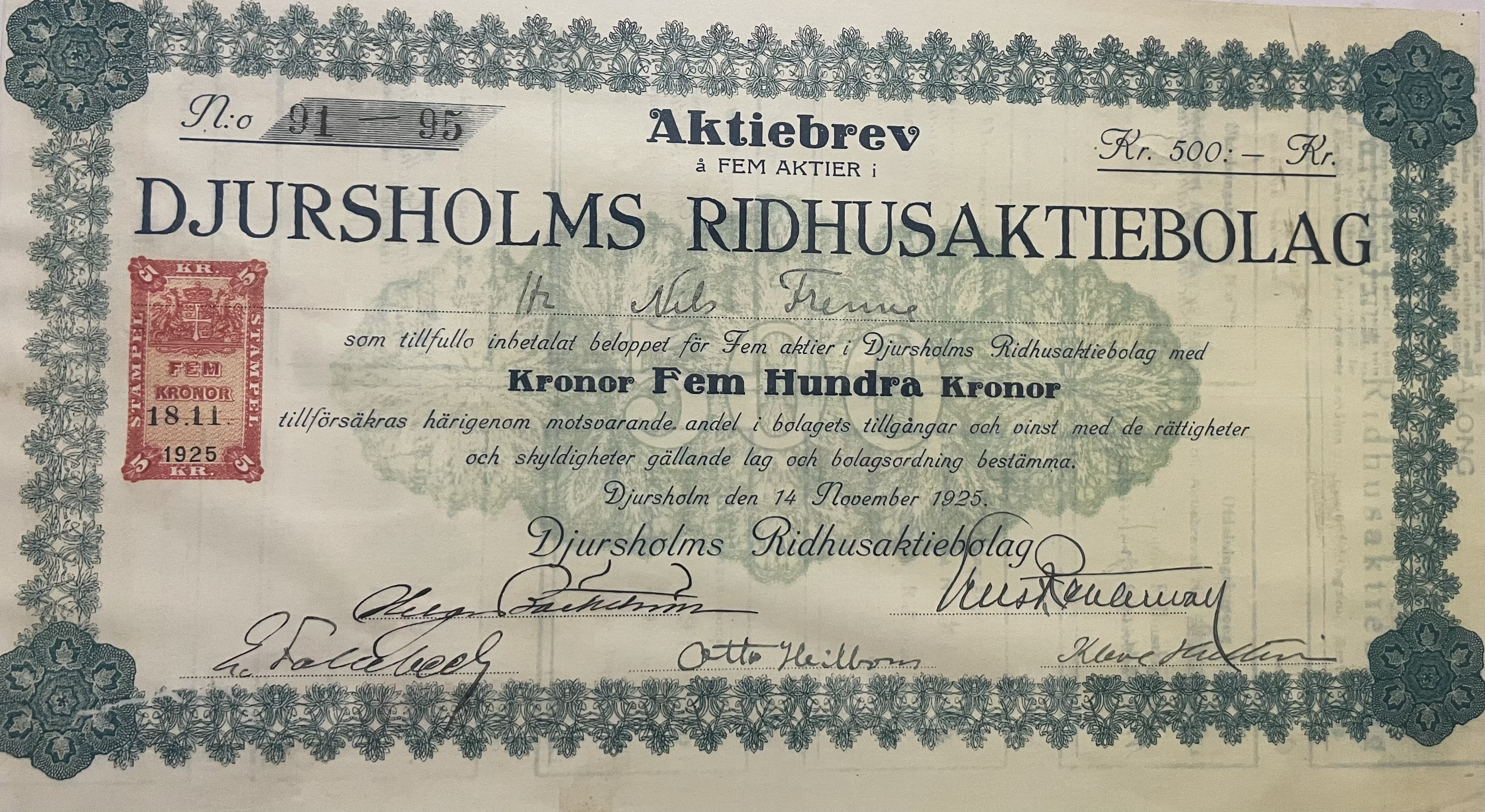
Aktiebrev för Djursholms ridhusaktiebolag.

På 1870-talet bodde familjen Beckman på Gärdestorp med sina tolv barn, det område som Djursholms ridskola är placerad på idag, 2023. Men på 1870-talet var Gärdestorp bara ett torp med ett rum, kök och en medräknad mark på tre tunnland jord. I stallbygden hade familjen får och i en större hundgård förvaltades färghandlare Beckers jakthundar. Vid den närbelägna Ösbysjön fiskade man både gädda och abborre till matbordet.
År 1925 anlade Danderyds kommun ett stall samt manege, och vid samma tillfälle skapades Djursholms aktiebolag. I samband med dessa händelser utformades den nya föreningen Djursholms Ridklubb med sergeant Arvid Ek som chef för verksamheten. Han kom sedan att leda den i 18 år framåt.

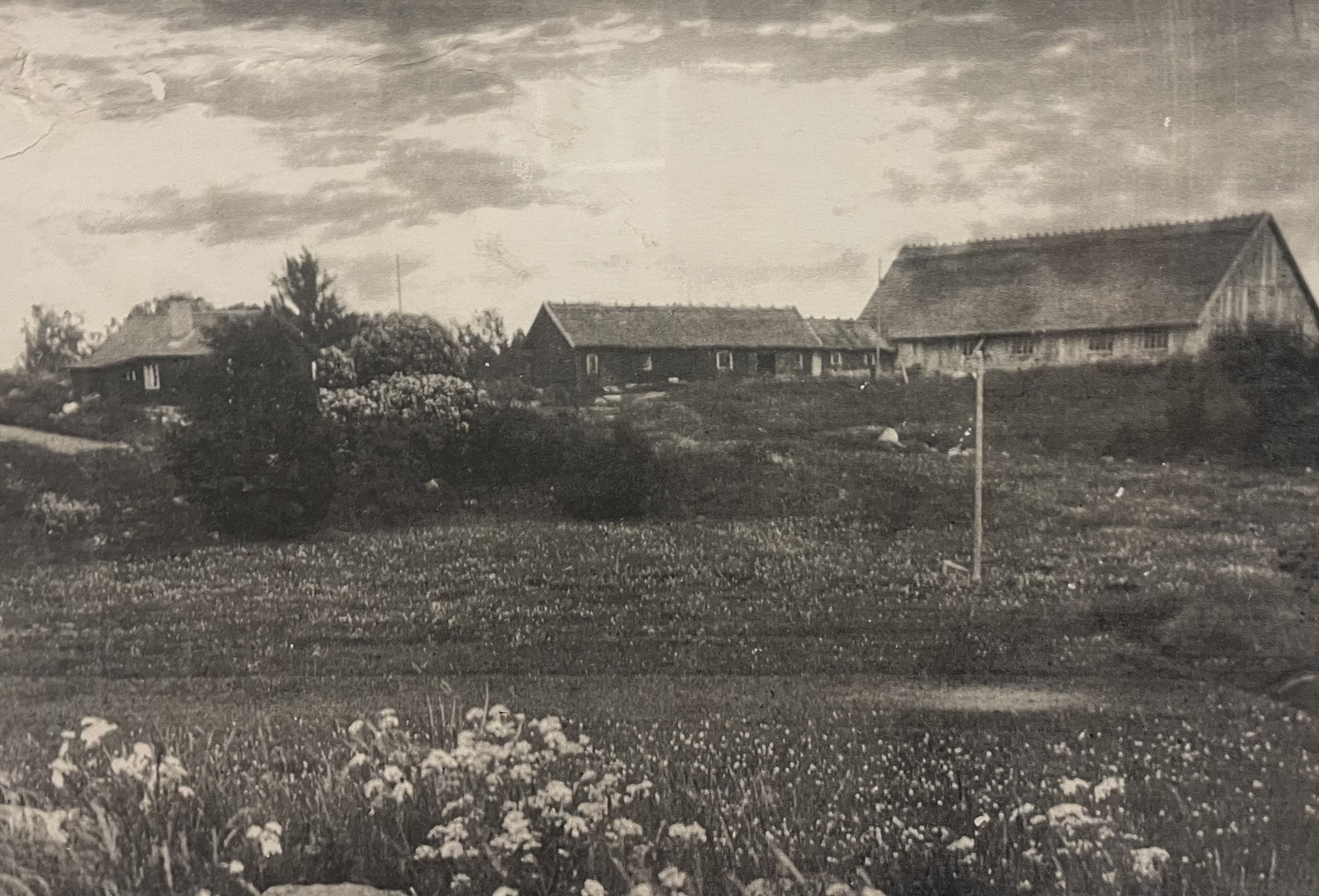
Området på 1940-talet.

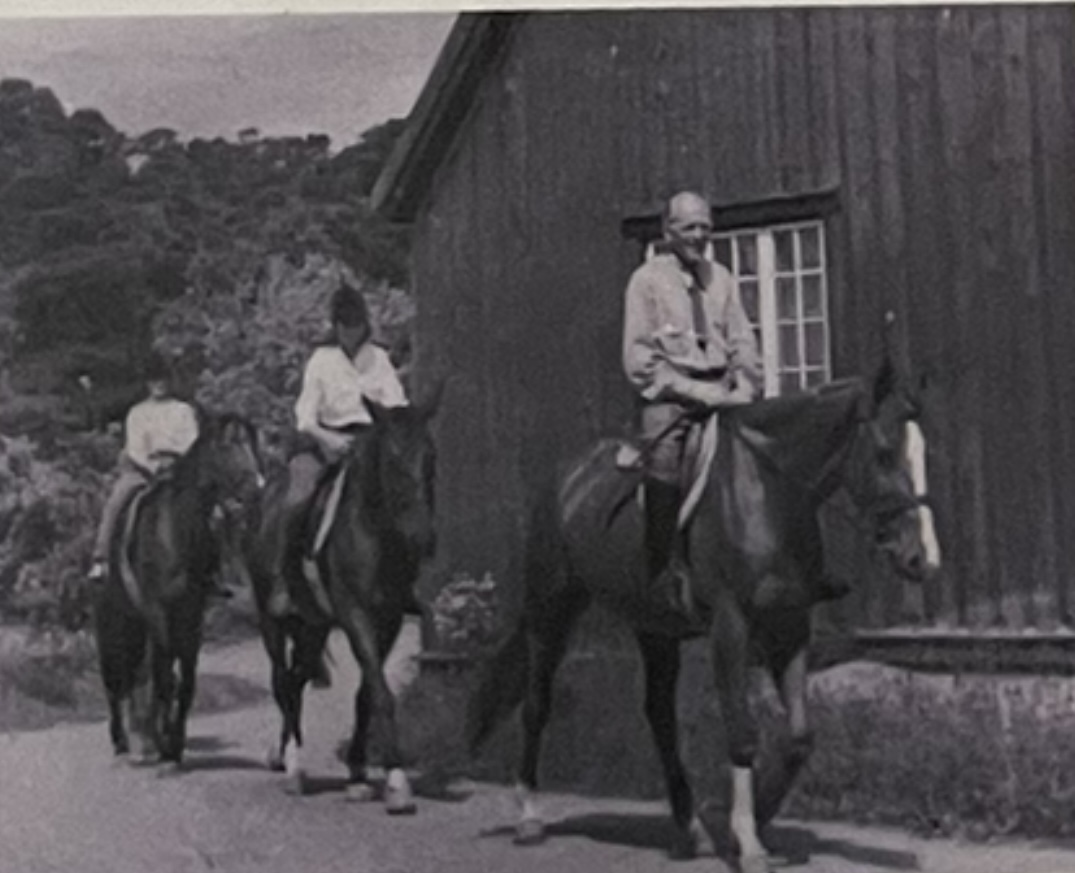
Fanjunkare Jocke Johnasson, ridskolechef 1951–1972.

1944 var ett mellanår då direktör Sven Littorin hanterade verksamheten. Vidare ledde Rudolf Öberg verksamheten omkring krigsslutet. Han jobbade under sju år och därefter rörde han sig vidare till att jobba på Rinkeby Gård. Efter det tillträdde fanjunkare J H Johansson som ny ridskolechef och han jobbade kvar på anläggningen i hela 22 år. Under denna tid revs den gamla manegen och en ny manege byggdes upp. År 1974 överlämnade Johansson driften till ridhuschef K G Svensson som jobbade på ridskolan i 16 år. Utöver arbetet som ridhuschef har han arbetat som tränare i flera grenar, arbetat som lärare på Flyinge, varit unghästdomare och var en mästare i tömkörning. KG Svensson har också tilldelats den högsta utmärkelse som en tränare kan få av Svenska Ridsportförbundet, en Master. Under hans tid på 1970-talet byggdes stallet ut med privatboxar intill manegen och senare på 80-talet genomförde kommunen en betydande ombyggnad där bland annat en ny större manege byggdes, den manegen brukas än idag 2023.
År 1990 övertog Eva Ulf ledningen av Djursholms Ridskola och hon styr fortfarande verksamheten 2023.  Utöver arbetet som ridskolechef för ridskolan har Eva Ulf en karriär som dressyrryttare. Därifrån har hon bland annat erfarenhet av tio lag-SM, varav hon tagit guld vid tre tillfällen och silver lika många gånger. 2023 är hon fortfarande utbildad ridinstruktör på så kallad Fellow-nivå, en titel som Svenska Ridsportsförbundets Ridskole- och utbildningssektion ihop med Ridlärarrådet delar ut till de allra mest meriterade och framgångsrika ridinstruktörerna i Sverige.
En Fellow kännetecknas av Svenska Ridsportsförbundet som följande: 
- Ridläraren har en formell kompetens på högsta nivå
- Ridläraren har varit mångårigt och framgångsrikt verksam inom ridsporten, främst inom ridskoleverksamheten.
- Ridläraren är minst 40 år gammal.[4]

## Berömda ryttare
Ryttare Jana Wannius, Annika Källse och Ulla Håkansson är tre professionella ryttare som alla börjat sin karriär på Djursholms ridskola. 

### Jan-Olof Wannius
Jan-Olof Wannius är mest välkänd under namnet Jana och föddes 1942. Han växte upp på ridskolan då hans pappa, fanjunkare J H Johansson drev ridskolan. Den då pingisintresserade Jana skapade med tiden ett intresse för hästar och han lärde sig dessutom rykta på Ulla Håkanssons första egna ponny Felix. Ridkarriären inleddes för Jana i tonåren då han tillsammans med andra Djursholmsryttare tävlade på bland annat Livgardets Kavallerikasern där det ofta hölls hopptävlingar. I sin första stilhoppning kom han trea, men därefter blev det till mestadels blågula rosetter. Jana har tagit upp 25 hästar till svår hoppning. Med hästar som Tredje Mannen och Kil Kellen har han vunnit fyra SM, elva championat och deltagit i OS Montreal 1972.1985 samtidigt som bolaget Falsterbo Horse Show AB skapades började Jana Wannius arbeta med Falsterbos verksamhet. Parallellt med arbetet i Falsterbo har han dessutom drivit en juristfirma på heltid. I år 2023 arbetar han som president för Falsterbo Horse Shows organiseringskommité och är även tävlingsledare för hoppning.

### Annika Källse
Annika Källse föddes 1981 och började rida vid 5 års ålder. Hon tävlade för Djursholms ridklubb i både dressyr och hoppning. Hon ingick även i division 1-laget i ponnyallsvenskan. Efter gymnasiet fick hon anställning hos Ewy Nordling och Gunnar Nordling, som under rådande tid var verksamma jockeys på Täby Galopp. 2001 köpte hon sin första egna häst, Star Crusher och året därpå tog hon ut sin första amatörtränarlicens, vilket innebar ett godkännande för deltagande i diverse typer av tävlingar som amatörlöpningar och hinderlöpningar. Som 21-åring började hon träna hästar själv. Hon har haft en resultatrik ryttarkarriär med segern i amatörryttarnas världscup Fegentri 2006 som höjdpunkt och även 2007 då hon tog ut sin proffstränarlicens, vilket gav Annika befogenheter att träna galopphästar.

### Ulla Håkanson
Ulla Håkanson började sin ryttarkarriär på sin pappas häst som stod uppstallad på Djursholms ridskola under 1940- och 1950-talen.

## Verksamheten från 2020-talet
Djursholms ridskola bedriver huvuddelen av sin verksamhet i kärnan av Djursholm på Gärdestorp. Ridskolan har sammanlagt 85 ridlektioner i veckan, måndag till lördag med drygt 65 hästar på anläggningen och beräknas ha runt 950 uppsittningar i veckan på anläggningen. Med ungefär 900 elever, varav strax över hälften är barn och ungdomar, från sex år och uppåt räknas ridningen till den största sporten för flickor i Danderyd.
Genom ett samarbete med Djursholms ridklubb (DRK) erbjuds medlemmar en bred ridskoleverksamhet. Utöver ridlektioner finns tillfälle att lära sig om hästskötsel, sadla och tränsa med mera, samt tillgång till tävlingsverksamhet och ungdomsverksamhet. I syfte att sträva efter en trivsam, säker och socialt trygg miljö på anläggningen har DRK anställda fritidsledare som finns tillgängliga för framförallt barn och ungdomar sex dagar i veckan. Utöver teoriverksamhet i samband med ridundervisningen för nybörjare, arrangerar fritidsledarna kurser, utflykter, pyssel och liknande. DRK har en aktiv ungdomssektion som anordnar aktiviteter och kurser för barn och ungdomar. Deltagande på aktiviteterna är möjligt oberoende om de rider eller inte, alla kan därmed delta utifrån egna förutsättningar. Enligt klubben bidrar Ungdomssektionen till en stor del av klubbens verksamhet genom att exempelvis fungera som mentorer åt de yngre. Med detta kan det även tilläggas att ridskolan och klubben tillsammans bidrar med motivering till kontinuerlig utbildning och utveckling av ungdomarna på många olika sätt, till exempel genom att ge möjligheter för ungdomar att medverka i distriktsidrottsförbundets ledarutbildningar.Tävlingsverksamheten har resultatrika lag bestående av privatryttare i både dressyr och hoppning. De har medlemmar från många olika ålderskategorier, varav somliga ekipage tävlar på elitnivå. Klubben anses vara en av de främsta tävlingsarrangörerna i Sverige inom ridsporten och på Djursholms ridskolas anläggning arrangeras många tävlingar under terminen, alltifrån klubbtävlingar för ridskoleelever till nationella tävlingar med medverkande elitekipage.
Klubbens ekonomi grundar sig på medlemsavgifter, LOK-stöd för ungdomsaktiviteter, vinst från tävlingsverksamheten och i vissa hänseenden av sponsorintäkter. Tilläggas kan att ridskolans och klubbens arbete bygger på policys och riktlinjer framtagna av Svenska Ridsportförbundet.
Alla dessa beståndsdelar gör att verksamheten idag räknas som en av Sveriges största föreningar och Nordens största fritidsgård. År 2021 vann ridskolan priset Årets ridskola och har även fått en kvalitetsmärkning av Svenska ridsportförbundet.

## Anläggningen från 2010-talet
Under 2016 och 2017 byggde områdets ägare, Danderyds kommun, en helt ny modern ridsportanläggning och idag 2023 finns endast det stora ridhuset kvar från den äldre bebyggelsen. Anläggningen har bland annat en lektionssal och lounge som lämpar sig för exempelvis umgänge, möten, utbildningar och andra aktiviteter. Det finns även en cafeteria som idag 2023 drivs av Suzana Sjödin.
Stallet rymmer sammanlagt 74 boxar. Det finns 30 boxar i ponnystallet, 40 i storhäststallet och utomhus finns till sist ett karantänstall med 4 boxar. Ridskolans hästar delar alla dessa, med undantag för ett antal få boxar som personalens privata hästar tilldelas. Anläggningen har två maneger, storleken på den stora manegen är 24 x 64 meter, med en läktare som på både kort och långsida sammanlagt rymmer cirka 1000 sittplatser. Storleken på den lilla manegen är 20 x 40 meter och läktaren längs långsidan av manegen rymmer cirka 30 sittplatser. Utebanan är 20 x 60 meter och ligger mitt emot Hildingavägens förskola. Kommunen låter också ridskolan rida på utvalda fält och på ridleder i kommunen.

## Evenemang
Under åren anläggningen varit verksam har de arrangerat ett antal stora evenemang, så som dressyrtävlingen Elitdressyren och kursen Patrik Kittel Dressage tour.  
Under tre tävlingsdagar i september, under 2010-talet har det samlas tävlingsekipage, besökare och sponsorer på Djursholms Ridskola för att uppleva en av Sveriges största dressyrtävlingar, den så kallade Elitdressyren, i samarbete med Lövsta future challenge. Detta arrangemang är något som uppmärksammats av Dressyrringen som 2019 för sjätte året i rad utsåg Elitdressyren på ridskolan till Årets tävlingsplats i Sverige. Förutom dressyr på absolut högsta nivå anordnas ett handelstorg med erbjudanden från ridklubbens partners och utställare samt mingel. Det arrangeras även familjeaktiviteter med käpphästar, lotterier samt ponnyridning för den yngsta åldersklassen.
OS-ryttaren Patrik Kittel har från 2017 hållit en interaktiv clinic på många ridskolor runt om i Sverige, där medräknat Djursholms ridskola. Patrik Kittel Dressage Tour hålls i samarbete med Svenska Ridsportförbundet och SAAB. Innehållet för touren bygger på moment och bemärkelser från träningsserien Träna med Patrik som spelats in på Lövsta Stuteri. Det förmedlas en mängd tillämpbara tips och råd för ryttare på alla nivåer. Patrik rider även själv och coachar ett antal handplockade ryttare och hästar som alla befinner sig i olika utvecklingslägen. Exempel på ryttare som medverkat tidigare år är Lina Dolk, Cecilia Bergåkra, Jeanna Högberg och Nina Rademaekers. 